# Bucculatrix lavaterella
Bucculatrix lavaterella is een vlinder uit de familie ooglapmotten (Bucculatricidae). De wetenschappelijke naam is voor het eerst geldig gepubliceerd in 1865 door Millière.
De soort komt voor in Europa.